# Craton sibérien
Pour les articles homonymes, voir Siberia.
- Bouclier
- Plateforme
- Orogène
- Bassin structural
- Province magmatique
- Bassins sédimentaires continentaux

- 0–20 Ma
- 20–65 Ma
- > 65 Ma

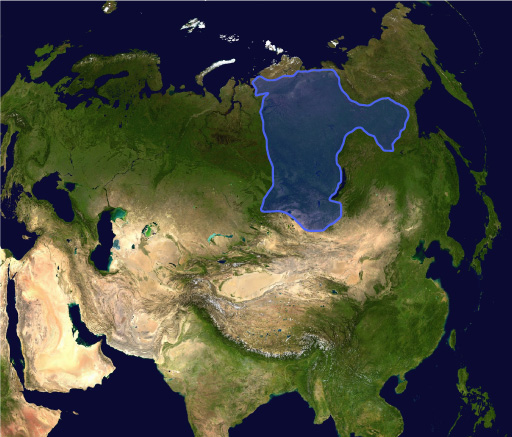
Le craton sibérien en Asie.

Le craton sibérien, appelé aussi plateforme sibérienne ou craton d'Angara, est un craton qui se situe au cœur de l'actuelle Sibérie. Il s'agit d'un continent très ancien, qui était indépendant au Cambrien avant d'entrer en collision avec le Kazakhstania durant le Carbonifère. Ce craton correspond au plateau central sibérien actuel. Continent à part entière au Permien, cette plateforme voit sa croûte archéenne composée de gneiss affleurer au niveau du bouclier de l'Anabar, appelé aussi bouclier de l’Angara (parfois Sibéria, Anabar, continent de l'Angara  ou Angarida) et d'un deuxième fragment du continent de l'Angara, le bouclier de l'Aldan, le reste de ce socle disparaissant sous une couverture paléozoïque épaisse et une couverture mésozoïque plus récente (sédimentation essentiellement continentale). 

## Au Précambrien
Il y a 2.5 milliards d'années (période dite « Sidérien »), la Sibérie et le bouclier canadien faisaient partie du continent d'Arctica. Il y a environ 1.1 milliard d'années (Sténien), la Sibérie faisait partie du supercontinent de Rodinia, situation qui s'est maintenue jusqu'au Cryogénien il y a environ 750 millions d'années : alors, Rodinia s'est fragmentée et Sibéria s'est trouvée détachée dans la Protolaurasia. Au cours de l'Édiacarien, il y a environ 600 millions d'années, Protolaurasia a fusionné avec le super-continent austral de Pannotia ; mais il y a 550 millions d'années, Pannotia s'est de nouveau séparées de Protolaurasia pour donner naissance aux continents de Laurentia, Baltica et Siberia.

## Au Paléozoïque
Siberia était un continent tout au long du Paléozoïque inférieur jusqu'à ce qu'au Carbonifère, il entre en collision avec Kazakhstania. Une nouvelle collision avec Laurussia au cours du Permien a permis d'achever la formation du supercontinent Pangée : c'est alors que se sont formés les Trapps de Sibérie.
C'est probablement à la fin du Paléozoïque que se met en place la ceinture orogénique d'Asie centrale (en) par accrétion successive, du nord vers le sud, de blocs continentaux et d’arcs magmatiques contre le bouclier de l’Angara. Cette vaste zone à travers toute l’Asie, de l’Oural jusqu’à la mer du Japon, délimite le sud du craton sibérien.

## Mésozoïque et Cénozoïque
Lorsque la Pangée s'est morcelée au Jurassique, le bouclier sibérien est demeuré rattaché à la Laurasie ; puis celle-ci s'est à son tour morcelée au cours du Crétacé, et le bouclier sibérien a été englobé dans la partie du nord-est de l'Eurasie. Aujourd'hui, il forme une partie de l’Eurafrasie. D'ici 250 millions d'années, il pourrait avoir dérivé jusqu'à la zone subtropicale pour former une partie de la Pangée ultime.